# Owen Willans Richardson

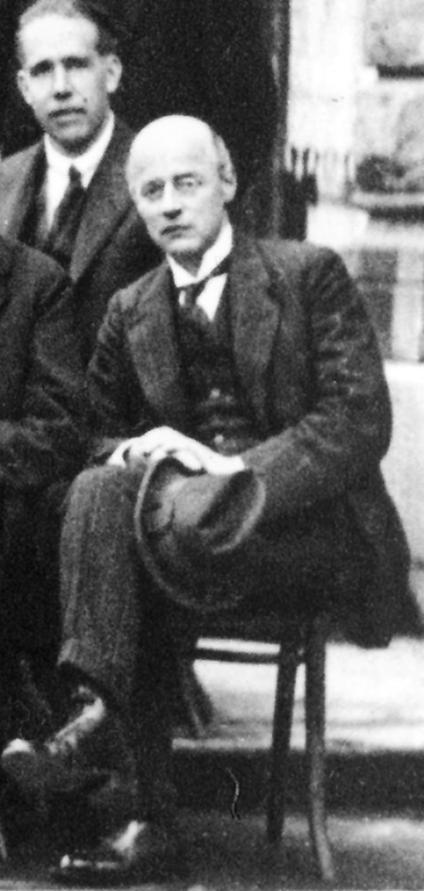
Niels Bohr och Owen Richardson på Solvaykonferensen 1927

Owen Willans Richardson, född 26 april 1879 i Dewsbury i Yorkshire, död 15 februari 1959 i Alton i Hampshire, var en brittisk fysiker.

## Biografi
Richardson utbildades på Batley läroverk och Trinity College, Cambridge, där han fick First Class Honours i naturvetenskap. Han tog sedan sin doktorsexamen vid University College London 1904.
Efter examen började han forska om metallers elektronutsändning vid upphettning. Han tilldelades Nobelpriset i fysik 1928 "för arbeten rörande termjonfenomenet och särskilt för den efter honom benämnda lagen". Denna lag säger att elektronströmmen I, som sänds ut från varje ytenhet av en glödande kropp, ges av uttrycket
{\displaystyle I=a\,T^{1/2}\,e^{-b/T}}
där T är den absoluta temperaturen och a och b konstanter.
Richardson tilldelades Royal Medal 1930. Han invaldes 1938 som utländsk ledamot av Kungliga Vetenskapsakademien.